# Healthy Skepticism
Healthy Skepticism Inc — (здоровый скептицизм, англ.) международная неправительственная некоммерческая организация основной целью деятельности которой является улучшение состояния здравоохранения путём уменьшения вреда связанного с вводящей в заблуждение информацией о медицинских препаратах, аппаратах, методиках лечения, и пр. распространяемой с целью продвижения этих товаров на рынке, так как подобная информация вредит здоровью и приводит к напрасной трате ресурсов.

## Состав
Большую часть сотрудников Healthy Skepticism Inc составляют профессионалы в области здравоохранения, однако любой кто разделяет цели организации также может вступить в её ряды.

## Деятельность
Основным средством деятельности организации является распространение информации о недостаточной научной обоснованности, недостаточной исследованности, сомнительности и т. п. информации распространяемой, как правило, производителями, связанной с эффективностью тех или иных лекарственных средств и методов лечения. Организация доносит до общественности подобные факты используя собственный веб-сайт, дискуссионные листы рассылок, форумы, публикации в научных и специализированных изданиях и традиционные средства массовой информации.

## История

### Создание
Healthy Skepticism Inc была основана в 1983, под названием 'Medical Lobby for Appropriate Marketing' (MaLAM) — (Движение за Честный Маркетинг в Медицине, англ.). Основателем движения стал австралийский студент-медик последнего курса Питер Р. Мэнсфилд. Идея о создании подобного движения посетила его в 1982, при посещении факультативов последнего года обучения, в Бангладеш.
Изначально деятельность MaLAM была направлена против сомнительного маркетинга медицинских препаратов в развивающихся странах. К числу примеров подобной практики можно отнести продвижение различных БАДов, стимуляторов аппетита, тоников, анаболических стероидов для родителей детей страдающих от недостаточного питания.

### Первая акция
MaLAM скопировала модель используемую в Международной Амнистии и разослала открытые письма в международные штаб-квартиры фармацевтических организаций с запросами о разъяснении конкретных данных или рекламных лозунгов использованных при продвижении препаратов на рынке. Эти письма получили поддержку по всему миру и были подписаны большим числом сторонников. Акция способствовала многочисленным улучшениям в вопросах рекламы и маркетинга медицинских препаратов, в частности несколько продуктов полностью ушли с рынка и множество рекламных заявлений было пересмотрены и изменены.

### Развитие
В 1987 году MaLAM сообщил уже о 450 подобных нарушениях а в период с 1993 по 1997 деятельность MaLAM осуществлялась при активной финансовой поддержке федерального правительства Австралийского Союза.

### Современность
В 2001 название организации было изменено на современное, а деятельность расширилась так же на области исследований, образования и оспаривания, используемой при рекламе медицинских препаратов, информации вводящей в заблуждение, во всех странах.
В последнее время деятельности организации сосредоточена на повышение осведомленности сотрудников сферы здравоохранения о том какое влияние маркетинг лекарственных препаратов оказывает на принятие врачами решений, и о психологических факторах которые делают врачей уязвимыми для подобного маркетинга. В качестве примера можно привести сборник рекомендаций, созданный в сотрудничестве с другими подобными группами, опубликованный в журнале 'PLoS Medicine'